# Rete tranviaria di Osaka
La rete tranviaria Hankai (阪堺電気軌道?, Hankai Denki Kidō) è formata da 2 linee, e si trova a cavallo fra le città giapponesi di Osaka e Sakai. Il nome "Hankai" deriva dalla lettura on dei kanji delle relative città. La gestione della rete è affidata alla Hankai Tramways, una sussidiaria delle Ferrovie Nankai.

## Rete

### Linee in esercizio
- Linea Hankai  (Ebisuchō-Hamadera eki-mae) 14,1 km
- Linea Uemachi (Tennōji eki-mae-Sumiyoshikōen) 4,6 km

### Linee abbandonate
- Hirano Line (Imaike-Hirano) 5,9 km
- Ohama Branch Line (Shukuin-Ohama-kaigan) 1,4 km

## Tariffe
| | Prezzo                           |
| --- | -------------------------------- |
| tariffa regolare (permette il cambio una volta a Sumiyoshi o Abikomichi)                                                                            | Adulti: 200 yen Bambini: 100 yen |
| Passeggeri residenti a Sakai (dai 65 anni in su) prendendo il tram il 5, 10, 15, 25 o 30 di ogni mese, e spostandosi nei confini comunali di Sakai. | 100 yen                          |

Esistono inoltre alcuni biglietti giornalieri al prezzo di 600 yen.